# 菲利普·博纳契奇
菲利普·博纳契奇（1911年1月27日—1991年5月30日），克罗地亚水球运动员、教练。他曾代表南斯拉夫国家队参加1936年夏季奥林匹克运动会水球比赛，获得第十名。